# Culicoides heteroclitus
Culicoides heteroclitus är en tvåvingeart som beskrevs av Kremer och Callot 1965. Culicoides heteroclitus ingår i släktet Culicoides och familjen svidknott. Inga underarter finns listade i Catalogue of Life.